# Condé Nast
Condé Nast Publications è una casa editrice statunitense fondata nel 1909 da Condé Montrose Nast che pubblica alcune fra le riviste più note dell'editoria statunitense e mondiale, tra cui Vogue, Vanity Fair e The New Yorker. È una società controllata del gruppo Advance Publications, appartenente a sua volta alla famiglia di Samuel I. Newhouse (1927-2017) e al gruppo Chayla&Co Entertainment.

## Storia
Nel 1909 Condé Montrose Nast (1873-1942) acquisì la rivista Vogue, mentre due anni dopo rilevò la House & Garden; contestualmente la casa editrice assunse il nome di Condé Nast Publications. All'inizio degli anni 1920 l'editore scelse Edward Steichen come fotografo principale di tutte le riviste del gruppo. Steichen lavorò principalmente per Vanity Fair e per Vogue, e per quest'ultima rivista realizzò numerosi ritratti di personaggi famosi.
Nel 1959 la proprietà del gruppo passò alla famiglia Newhouse; da allora la Condé Nast è una società controllata del gruppo Advance Publications, fondato da Samuel Irving Newhouse senior nel 1922. Nel 1962 Alexander Liberman (1912-1999), direttore di Vogue da circa vent'anni, assunse la direzione editoriale di tutte le riviste del gruppo, che mantenne per ben 28 anni, fino al 1990. Liberman pose le basi per i moderni Vogue e Vanity Fair. Inoltre, fece assumere Diana Vreeland (giornalista) e due grandi fotografi, Richard Avedon e Hiro.
Nel 2011 Condé Nast è entrata nei settori della fiction (per cinema e televisione) e nella produzione di video digitali. Nel 2013 il gruppo Condé Nast contava 137 pubblicazioni nel mondo. Nel 2014 ha trasferito la sede centrale nel nuovo World Trade Center, la cui ricostruzione è terminata nel 2013. Le redazioni delle riviste della Condé Nast Publications occupano 25 piani della Torre 1. Nel 2019 continua a pubblicare alcune delle riviste più lette e conosciute, come Vogue, Vanity Fair, il New Yorker e GQ.

## Fotografi
I maggiori fotografi che hanno collaborato con le riviste del gruppo Condé Nast sono (elenco non esaustivo):
- David Bailey
- Michaël Baumgarten
- Cecil Beaton
- Erwin Blumenfeld
- Guy Bourdin
- Henry Clarke
- Corinne Day
- Hervé Haddad
- Horst P. Horst
- Alexis Narodetzky
- Irving Penn
- Claude Picasso
- Edward Steichen
- Deborah Turbeville
- Mario Testino
- Bruce Weber
- Tim Walker

## Portafoglio riviste
Moda e stili di vita
- Vogue
- W
- Glamour (Glamour in Italia)
- Allure
- Self
- Teen Vogue
- GQ (GQ in Italia)
- Details
- Lucky

Quotidiani e riviste professionali sulla moda
- Women's Wear Daily
- Style.com
- Footwear News
- NowManifest
- Beauty Inc.
- M
- Fairchild Summits

Architettura e design d'interni
- Architectural Digest (AD in Italia)
- The World of Interiors

Incontri
- Brides

Gastronomia
- Bon Appétit
- Epicurious
- La Cucina Italiana[11] e La Cucina Italiana USA[12][13]
- ZipList

Viaggi
- Condé Nast Traveler

Tecnologia
- Wired (Wired in Italia)
- Ars Technica

Cultura
- Vanity Fair (Vanity Fair in Italia)
- The New Yorker
- Tatler

Musica
- Pitchfork

Golf
- Golf Digest
- Golf World